# Jacqueline McKenzie
Jacqueline Susan McKenzie (Sydney, 24 oktober 1967) is een Australische televisie-, film- en toneelactrice.
Jacqueline McKenzie studeerde af aan het National Institute of Dramatic Art in 1990. McKenzie maakte haar filmdebuut in de film Wordplay uit 1987 en haar toneeldebuut in het stuk Child Dancing bij het Griffin Theatre Company. Ze maakte een sterke indruk in de film Romper Stomper (1992). In de jaren daarna werd ze gezien als één van Australië's meest veelbelovende jonge actrices.
Ze ontving meerdere nominaties van het Australian Film Institute voor haar rollen in Stark, This Won't Hurt a bit (beide 1993), The Battlers en Traps (beide 1994). In 1995 won ze de "Best Acress in a Television Drama" Award voor haar rol in Halifax f.p: Lies of the Mind, en de "Best Acress in a Leading Role" voor Angel Baby.
Na deze successen vertrok ze naar de Verenigde Staten, waar ze onder meer rollen speelde in films als Deep Blue Sea (1999) and Divine Secrets of the Ya-Ya Sisterhood (2002).
In 2004 kreeg ze de vrouwelijke hoofdrol in de sciencefictionserie The 4400, een van de meest succesvolle series van dat jaar. Hierin speelt ze de rol van federaal agente Diana Skouris.
McKenzie speelde verder in de series Nightmares and Dreamscapes en het Australische Two Twisted (beide 2006)
Ze had een relatie met de Australische acteur Daniel Pollock (met wie ze in Romper Stomper speelde). Pollock pleegde zelfmoord in 1992.
Jacqueline McKenzie heeft naast haar acteerwerk ook een verzameling liedjes opgenomen, waaronder Shy Baby, Boo Boo, Find Me en Summer. Het nummer Shy Baby werd in de slotaflevering van het tweede seizoen van The 4400 gebruik en maakt ook deel uit van de soundtrack van de serie, dat in april 2007 uit is gekomen.